# Talzemt
Talzemt (franska: Talzemt (CR), Talzemt (Commune Rurale), arabiska: عين البيضاء) är en kommun i Marocko.   Den ligger i provinsen Boulemane och regionen Fès-Meknès, i den nordöstra delen av landet, 250 km öster om huvudstaden Rabat. Antalet invånare är 3 710.